# Котельники (Копыльский район)
Котельники (бел. Каце́льнікі) — деревня в Копыльском районе Минской области Беларуси. Входит в состав Потейковского сельсовета.

## География
Ближайшие населённые пункты Казаковка, Копыль, Кривое Село, Якубовичи и др.

## История
В 1908 году в Поцейковской волости Слуцкого уезда Минской губернии.
До 24 мая 1960 года деревня находилась в административном подчинении Копыльского поссовета.

## Население

### Численность
- 2009 год — 54 жителей

### Динамика
- 1908 год — 144 жителей, 24 дворов (деревня Коцельники); 22 жителей, 1 двор (имение); 12 жителей, 1 двор (фольварок)[2]
- 2009 год — 54 жителей (перепись населения)[2]

## Улицы
- Центральная

## Достопримечательность
- Около деревни расположено место родового поместья Яна Сильвестра Наркевича-Иодко.
- Братская могила. Установлен монумент.
- Недалеко от деревни расположена высшая точка Копыльской гряды.

## Известные лица
- Наркевич-Иодко, Ян Сильвестр (1845 — после 1918) — революционер, инженер-строитель.